# (10903) 1997 WA30
(10903) 1997 WA30 là một tiểu hành tinh vành đai chính. Nó được phát hiện bởi Seiji Ueda và Hiroshi Kaneda ở Kushiro, Hokkaidō, Nhật Bản, ngày 24 tháng 11 năm 1997.